# Cheyenne River Indian Reservation

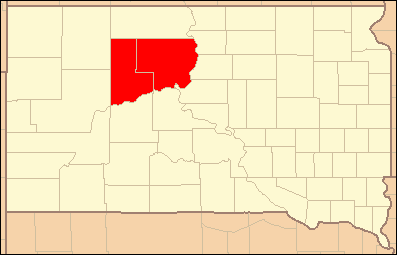
Locatie in South Dakota

Cheyenne River Indian Reservation is een indianenreservaat in de Amerikaanse staat South Dakota. Het is het woongebied van de federaal erkende stam Cheyenne River Sioux Tribe, een van de Lakota-volken. De stam verenigt afstammelingen van vier traditionele Lakota-groepen: de Minnecoujou, Two Kettle (Oohenunpa), Sans Arc (Itazipco) en Blackfoot (Sihásapa). Het reservaat werd in 1889 opgericht door de Amerikaanse overheid toen ze het Great Sioux Reservation opbrak. Het Cheyenne River-reservaat beslaat Dewey en Ziebach County en omvat een aantal losse percelen in Stanley, Haakon en Meade. Met een totale oppervlakte van 11.000 km² is het het 4e grootste indianenreservaat in de Verenigde Staten. In het noorden grenst het reservaat aan Standing Rock Indian Reservation.